# Cambio vita (film 1997)
Cambio vita (Changing Habits) è un film del 1997 diretto da Lynn Roth.
È una commedia drammatica statunitense con Moira Kelly, nel ruolo di un'aspirante pittrice, Taylor Negron e Teri Garr.

## Produzione
Il film, diretto da Lynn Roth su una sceneggiatura di Scott Davis Jones, fu prodotto da James Dodson per la Initial Entertainment Group e la Teagarden Pictures e girato con un budget stimato in 1.200.000 dollari.

## Distribuzione
Il film fu distribuito con il titolo Changing Habits negli Stati Uniti nel 1997 al cinema dalla A-Pix Entertainment.
Altre distribuzioni:
- in Argentina il 20 maggio 1997
- in Spagna il 1º agosto 1997 (Cambio de hábitos)
- in Francia il 23 marzo 2000 (Sister connection e, in prima TV, Un nouveau départ)
- in Svezia (Byta vanor)
- in Germania (Das Leben geht weiter)
- in Italia (Cambio vita)